# Formica talbotae
Formica talbotae es una especie de hormiga del género Formica, familia Formicidae. Fue descrita científicamente por Wilson en 1977.
Se distribuye por los Estados Unidos.

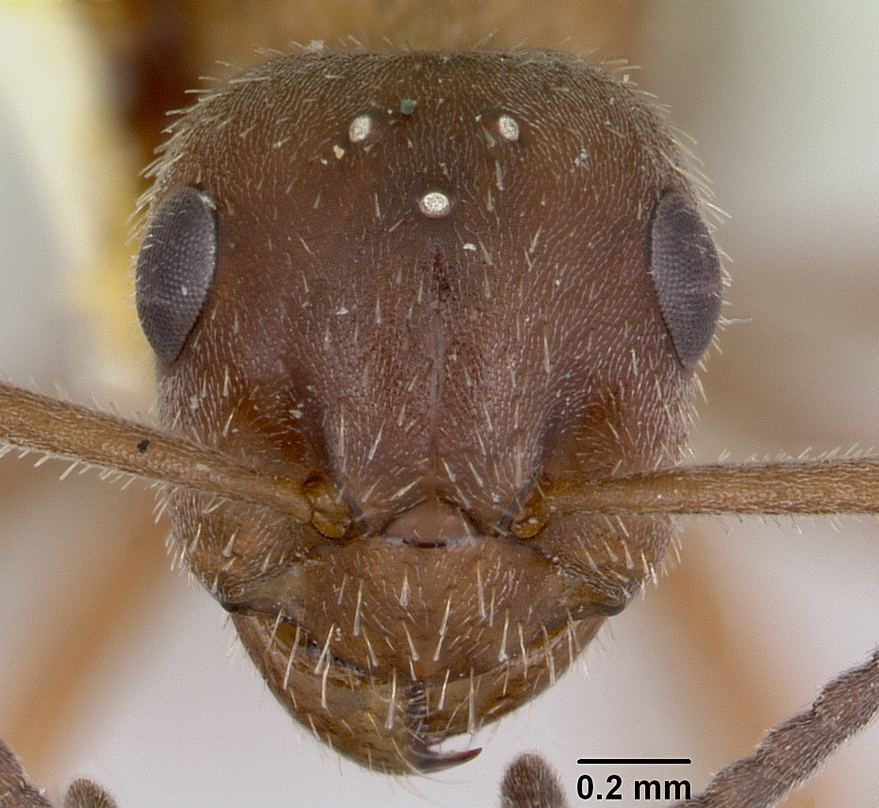
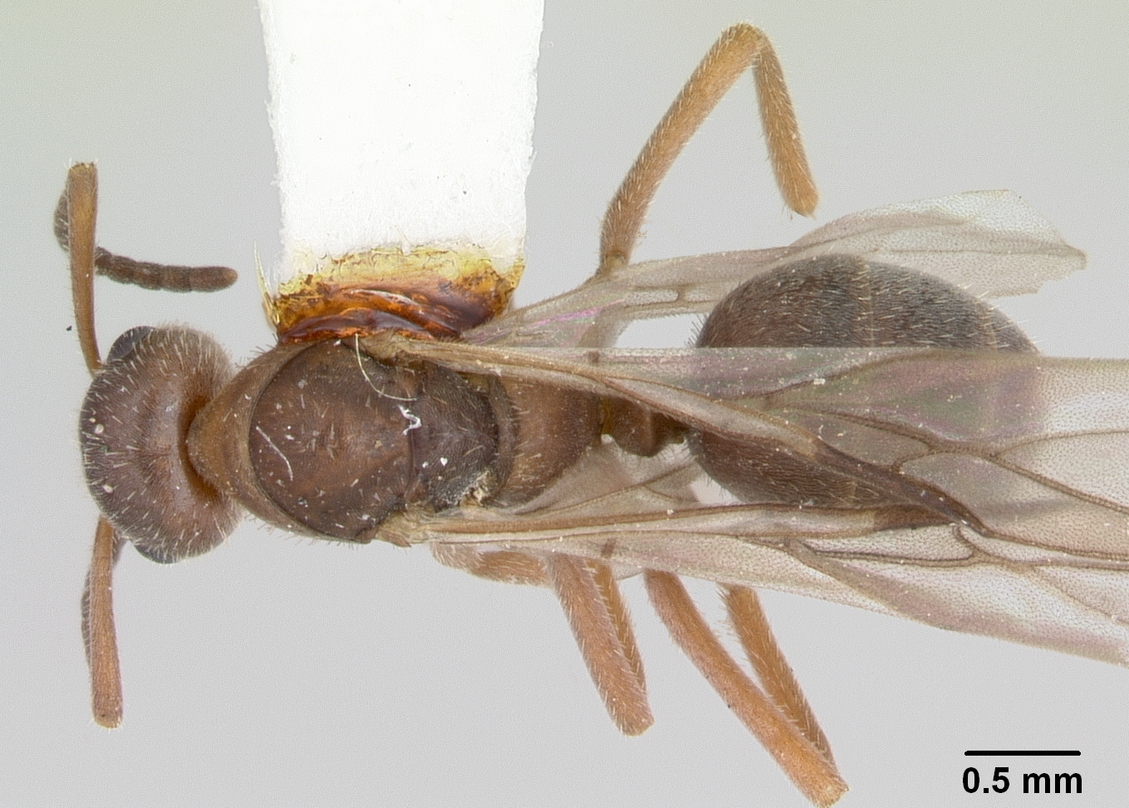
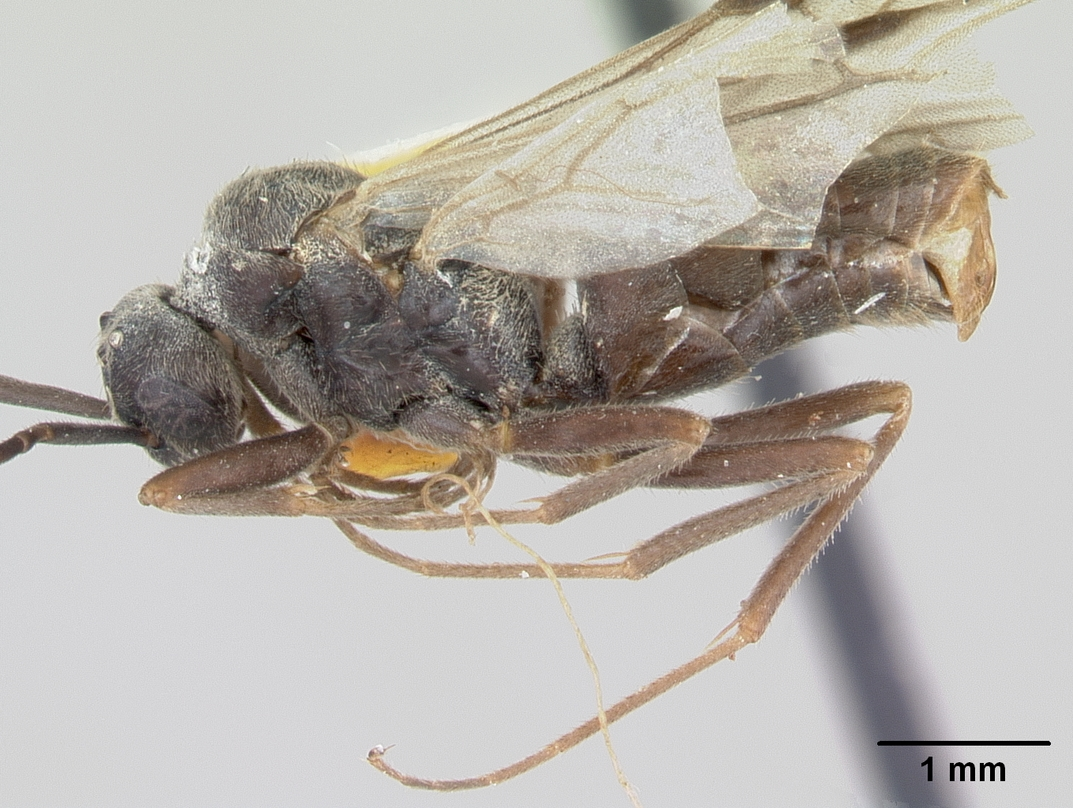
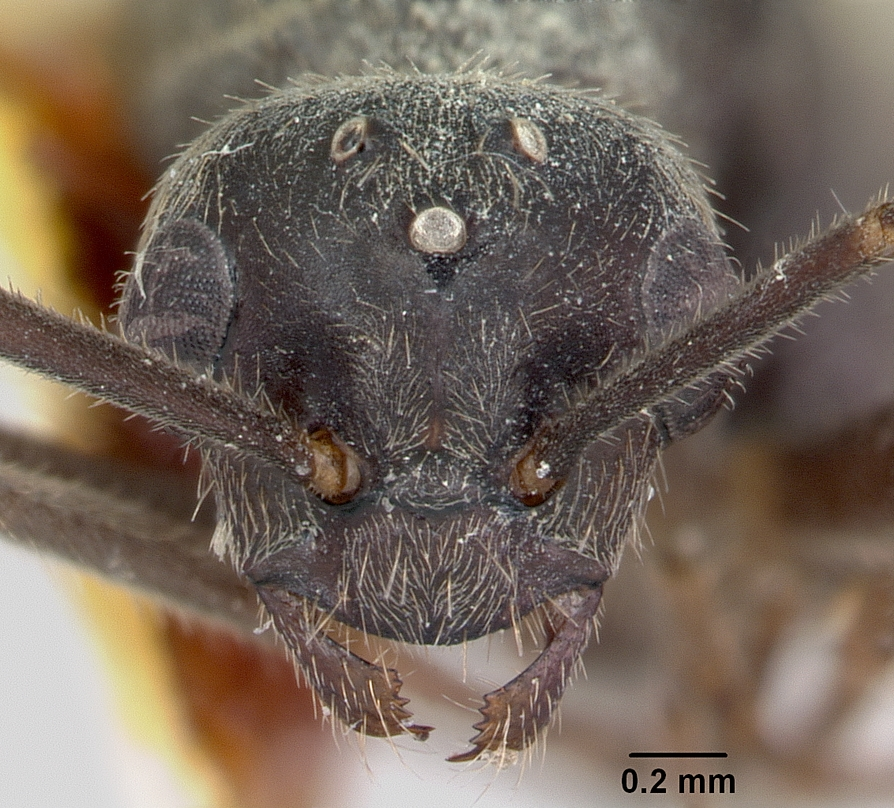